# クラース・アルストレーマー

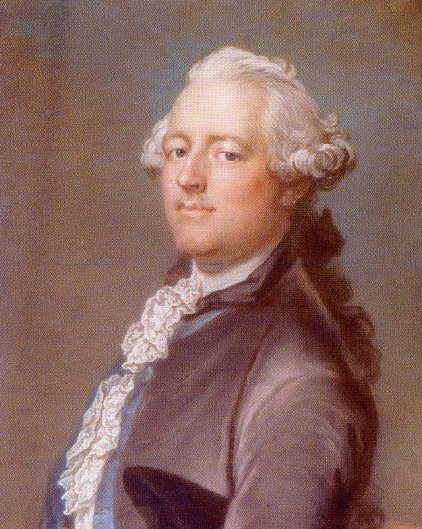
Claes Alströmer (1771)

クラース・アルストレーマー（スウェーデン語:  Clas Alströmer、1736年8月9日 - 1794年3月5日）は、スウェーデンの実業家、科学者のパトロン、博物学者である。スウェーデンの実業家、ヨーナス・アルストレーマー (実業家)の息子である。

## 略歴
アリングソースに生まれた。ウプサラ大学で博物学、化学、経済学を学んだ。彼の学んだ時期のウプサラ大学の教授陣はカール・フォン・リンネや大僧正ヴァレリウス、バーチ（Anders Berch）がいた。18歳で家族の不動産の管理に携わった。1760年から1764年までスペイン南部の農業の研究を行い、イタリア、フランス、ドイツを経由して帰国した。薬草や魚類、貝殻などの博物学標本をアリングソースの博物館やリンネのために収集した。リンネはその功に対してユリズイセン科（Alstroemeriaceae）、アルストロメリア属 (Alstroemeria)にアルストレーマーの名前をつけた。1770年にヨーテボリに移り父親のもとで働き、裕福な商人の娘と結婚した。スウェーデン最大の商社を運営した。1768年に科学アカデミーの会員となり、ヨーテボリの王立科学文芸アカデミーの会員となった。トルビョルン・ベリマンやカール・ツンベルクらのスウェーデンの科学者を支援したことでも知られる。